# وول ستريت (فلم)
وول ستريت (بالإنجليزية: Wall Street) هو فيلم دراما أمريكي صادر في 1987 عن شركة فوكس. وكان من إخراج اوليفر ستون بطولة مايكل دوغلاس، وتشارلي شين، وداريل هانا. وقد كتب سيناريو الفيلم ستانلي وستون. ويحكي الفيلم قصة (شين)، شاب يائس يسعى لتحقيق النجاح ويتورط مع غوردون (دوغلاس).
يحكي الفيلم سوق الأوراق المالية خلال فترة الكساد الكبير. ويقال أن شخصية غوردن مركبة من عدة أشخاص، بما في ذلك ليفين دنيس، كارل إيكان، إيدلمان آشر، مايكل ميلكن. أراد الاستوديو من وارن بيتي للعب الدور، لكنه لم يكن مهتما، ذهب الدور إلى دوغلاس وقد نصح من قبل الآخرين في هوليوود بأن الدور لا يصلح له. استقبل الفيلم رواجا جيدا بين نقاد السينما الرئيسية، بما فيها روجر إيبرت. وفاز دوجلاس بجائزة الأوسكار لأفضل ممثل. الفيلم له تكملة بعنوان وول ستريت: المال لا ينام أبدا، والذي صدر في 24 سبتمبر 2010.

## الميزانية والإيرادات
بلغت تكلفة إنتاج الفيلم حوالي 15 مليون دولار بينما حقق أرباحا تقدر بـ 43.8 مليون دولار.

## وصلات خارجية
- مقالات تستعمل روابط فنية بلا صلة مع ويكي بيانات